# Anzex
Anzex – miejscowość i gmina we Francji, w regionie Nowa Akwitania, w departamencie Lot i Garonna.
Według danych na rok 1990 gminę zamieszkiwało 266 osób, a gęstość zaludnienia wynosiła 11 osób/km² (wśród 2290 gmin Akwitanii Anzex plasuje się na 913. miejscu pod względem liczby ludności, natomiast pod względem powierzchni na miejscu 398.).